# Teodardo de Maastricht
Teodardo de Maastricht o de Spira (en alemán Diethardt) (Aquitania, ca. 620 - Rülzheim, Renania-Palatinado, 670) fue obispo de Maastricht de 662 a 669. Es venerado como santo por diferentes confesiones cristianas.

## Biografía
Probablemente pariente de la familia de los pipínidas. Fue discípulo y el sucesor de Remaclio. Fue ordenado obispo de Maastricht, donde fue el maestro de su sobrino y sucesor Lamberto de Maastricht. Durante su gobierno, el obispado y la población sufrían del pillaje y la opresión de los nobles francos. Teodardo quiso ver al rey de Austrasia, Childerico II, que entonces esaba en Worms para buscar una solución a la situación. Sus opositores lo perseguieron y acosaron, según la leyenda, hasta Rülzheim, cerca de Espira en Renania-Palatinado, donde se encuentra una capilla de romería.

## Veneración
Lamberto de Lieja llevó y exhumó sus reliquias en Lieja. La Iglesia católica lo considera como mártir y lo declaró santo. Sus dies natalis se celebra el 10 de septiembre. Es uno de los patrones de la ciudad de Maastricht y el patrón de los negociantes del ganado.